# Jean Radlica
Jan Radlica armoiries Korab mort le 12 janvier 1392 à Cracovie fut médecin, chancelier de la Couronne et évêque de Cracovie de 1382 à 1392.

## Biographie
Il étudia la médecine à Paris et Montpellier. Il était titulaire d'une maîtrise en médecine et en sciences libérales, et bachelier en théologie. 
Chanoine de Cracovie depuis 1374 et médecin à la cour du roi Louis de Hongrie depuis 1376, Jan Radlica était également membre du conseil étroit du roi de Pologne.
Il participa à la fondation du monastère de Jasna Góra en 1382.

### Œuvre
- Lettre à un ami hongrois contenant des prescriptions médicales (entre 1382 et 1392). Trad. en polonais S. Sroka : Archiwum historii i filozofii medycyny Polskii Towarzystwo Historii Medycyny i Farmacji (1994), vol. 57, no 4, p. 479-494.
- Statuts du chapitre de Cracovie.

### Études
- Z. Garnuszewski in Gruzlica Warsaw Poland, 1926 (1974). Jean Radlica précurseur de la phtisiologie polonaise.
- Ks. Bolesław Przybyszewski, Krótki zarys dziejów diecezji krakowskiej, tome 1, Cracovie, 1989. Histoire du diocèse de Cracovie.